# Ludovico Costa
Ludovico Francesco Costa, conte della Trinità (* 17. Februar 1699 in Asti, Italien; † 1772 in Pinerolo, Italien) war ein General und Vizekönig des Königreiches Sardinien-Piemont.

## Leben
Costa war zunächst für eine geistliche Laufbahn vorgesehen, schlug dann aber eine Offizierslaufbahn ein. 1748 wurde er Oberst und Kommandeur des Kavallerieregiments Dragoni di Piemonte. Als Generalmajor und Vizekönig war Costa von 1763 bis 1767 auf Sardinien, wo er unter anderem die beiden Universitäten von Cagliari und Sassari reorganisierte. Zudem förderte er auf der Insel die italienische Sprache in Verwaltung und Kultur sowie durch einige gezielte Maßnahmen auch Wirtschaft und Handel. 1767 wurde Costa Gouverneur von Pinerolo und daneben auch Generalinspekteur der Kavallerie, 1771 schließlich noch Generalleutnant.